# Боброво-Лявленское сельское поселение
Боброво-Лявленское сельское поселение или муниципальное образование «Боброво-Лявленское» — муниципальное образование со статусом сельского поселения в Приморском муниципальном районе Архангельской области России.
Соответствует административно-территориальным единицам в Приморском муниципальном районе — Коскогорскому сельсовету (с центром в посёлке Боброво) и Лявленскому сельсовету (с центром в деревне Хорьково).
Административный центр — посёлок Боброво.

## География
Расположено в южной части Приморского района Архангельской области, располагаясь на правом берегу реки Северная Двина. Граничит с Уемским сельским поселением Приморского района и Ухтостровским сельским поселением Холмогорского района.

## История
Муниципальное образование было образовано в 2015 году согласно Закону Архангельской области от 28 мая 2015 года № 289-17-ОЗ, путём объединения Лявленского и Коскогорского сельских поселений в одно муниципальное образование Боброво-Лявленское сельское поселение.

## Население
| 2015 | 2016  | 2017  | 2018  | 2019  | 2020  | 2021  | 2023  |
| ---- | ----- | ----- | ----- | ----- | ----- | ----- | ----- |
| 2768 | ↘2710 | ↘2668 | ↘2637 | ↘2598 | ↘2542 | ↗2875 | ↘2855 |

## Состав сельского поселения
| №  | Населённый пункт | Тип населённого пункта          | Население |
| -- | ---------------- | ------------------------------- | --------- |
| 1  | Бабанегово       | деревня                         | ↘39       |
| 2  | Бакарица         | деревня                         | ↗3        |
| 3  | Боброво          | деревня                         | ↘25       |
| 4  | Боброво          | посёлок, административный центр | ↗1325     |
| 5  | Большие Карелы   | деревня                         | ↘44       |
| 6  | Бор              | деревня                         | ↘4        |
| 7  | Бутырская        | деревня                         | ↗20       |
| 8  | Вайново          | посёлок                         | ↗4        |
| 9  | Дедов Полой      | деревня                         | ↘56       |
| 10 | Емельяновская    | деревня                         | ↗213      |
| 11 | Ершовка          | деревня                         | ↘19       |
| 12 | Заручевская      | деревня                         | ↗50       |
| 13 | Зачапино         | деревня                         | ↘8        |
| 14 | Карандашевская   | деревня                         | ↗8        |
| 15 | Конецгорье       | деревня                         | ↗23       |
| 16 | Косково          | деревня                         | ↗29       |
| 17 | Кузьмино         | деревня                         | ↗181      |
| 18 | Лингостров       | деревня                         | ↘8        |
| 19 | Лодемский        | разъезд                         | →0        |
| 20 | Мордарово        | деревня                         | ↘6        |
| 21 | Новинки          | деревня                         | ↗298      |
| 22 | Новое Стражково  | деревня                         | ↘3        |
| 23 | Олешник          | деревня                         | →4        |
| 24 | Остров Ягодник   | населённый пункт                | ↘0        |
| 25 | Погорелка        | деревня                         | ↘1        |
| 26 | Псарёво          | деревня                         | ↗7        |
| 27 | Савинская        | деревня                         | ↘0        |
| 28 | Сапушкино        | деревня                         | →3        |
| 29 | Словенское       | деревня                         | →0        |
| 30 | Старое Стражково | деревня                         | ↘1        |
| 31 | Степановская     | деревня                         | ↗27       |
| 32 | Трепузово        | деревня                         | ↗123      |
| 33 | Туманок          | деревня                         | ↘0        |
| 34 | Хорьково         | деревня                         | ↗371      |
| 35 | Ценовец          | деревня                         | ↗5        |
| 36 | Чёрный Яр        | деревня                         | ↗325      |
| 37 | Шеинская         | деревня                         | ↘6        |

### Карты
- Топографическая карта. К югу от Архангельска — 1 : 100 000